# Robert Parker
Robert Allan Ridley Parker (* 14. prosince 1936 v New Yorku, USA) je americký astronom a astronaut z letů raketoplánem Columbia. Je registrován jako 129. člověk ve vesmíru.

## Životopis
Po střední škole vystudoval i vysoké školy Amherst College a California Institute of Technology, kde získal vzdělání doktora fyziky a astronomie. Od roku 1967 byl zaměstnán u NASA Headquarters ve Washingtonu DC. Hlavním těžištěm jeho práce byla laboratoř Spacelab, vedl také vědecké pokusy výpravy Apollo 17 a Skylabu. Byl vybrán do šesté skupiny astronautů a absolvoval výcvik.

## Lety do vesmíru
Poprvé letěl v raketoplánu ve svých 46 letech v roce 1983. Byla to desetidenní expedice STS-9. Šestičlenné posádce velel John Young, dále v ní byli Brewster Shaw, Robert Parker, Owen Garriott, Ulf Merbold z Německa a Byron Lichtenberg. Během letu aktivovali Spacelab a provedli několik desítek pokusů, hovořili s řadou státníků i radioamatérů. Let byl úspěšný.
Podruhé letěl o 7 let později, stejný raketoplán (to už byl jeho 10. let), mise STS-35 byla bez několika minut devítidenní. Posádka byla sedmičlenná: Vance Brand, Guy Gardner, John Lounge, Jeffrey Hoffman, Samuel Durrance, Ronald Parise a Robert Parker. Hlavní náplní programu bylo pozorování, fotografování různých vesmírných objektů s pomocí Astro-1 a dalekohledu BBXRT. Velmi úspěšný let byl zkrácen o den kvůli počasí v místě přistání na základně Edwards v Kalifornii.
- STS-9 Columbia (start 28. listopadu 1983, přistání 8. prosince 1983)
- STS-35 Columbia (start 2. prosince 1990, přistání 11. prosince 1990)

Při svých dvou letech strávil ve vesmíru 19 dní.